# Торф'яно-болотні ліси Борнео
Торф'яно-болотні ліси Борнео (ідентифікатор WWF: IM0104) — індомалайський екорегіон тропічних та субтропічних вологих широколистяних лісів, розташований на Борнео.

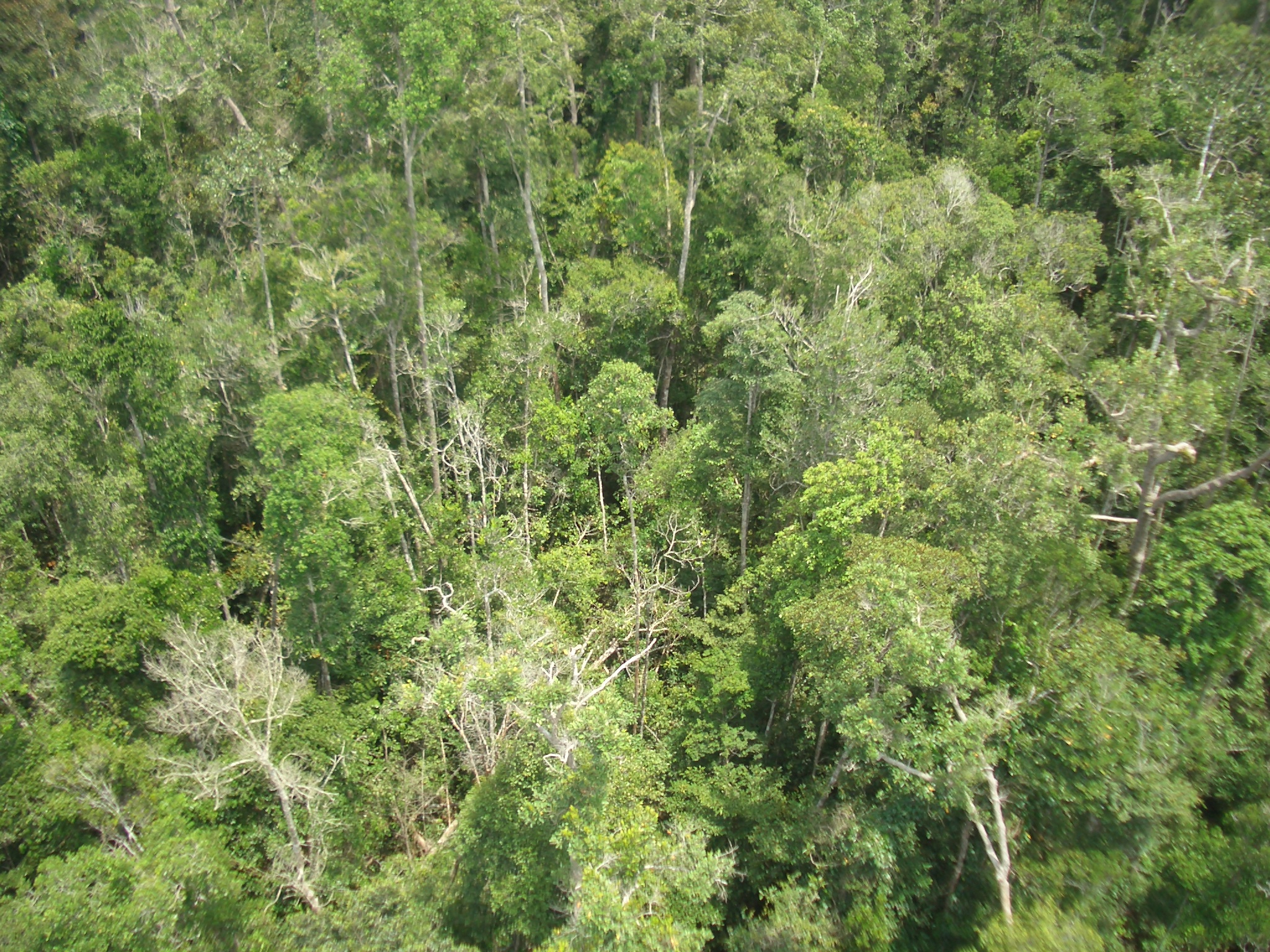
Торф'яно-болотний ліс на Калімантані

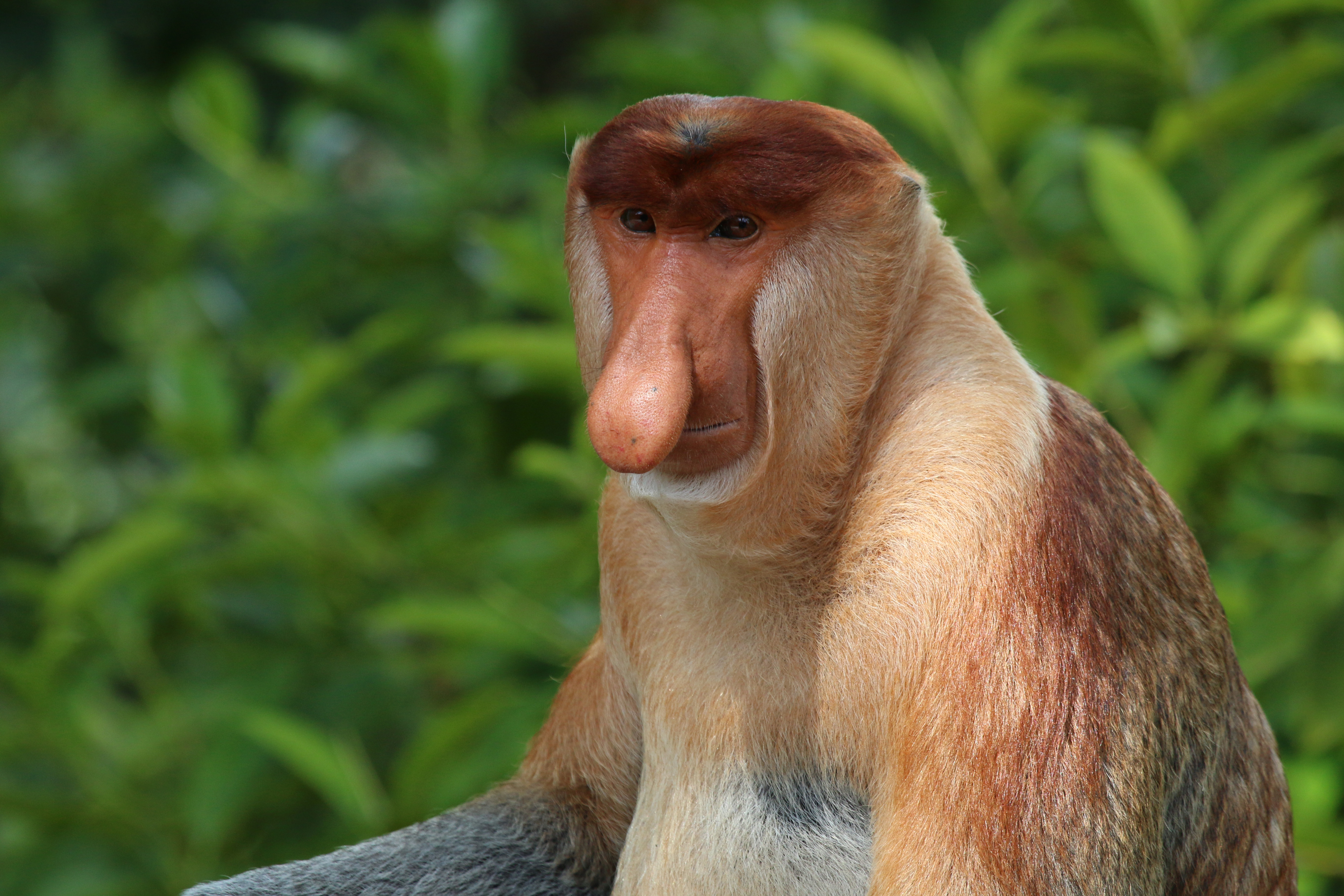
Зондський носач (Nasalis larvatus)

## Географія
Екорегіон торф'яно-болотних лісів Борнео охоплює заболочені ділянки, розташовані на острові Борнео або Калімантан, на території Індонезійського Калімантану, малайзійського штату Саравак та округу Белайт на заході Брунею. Більшість торф'яно-болотних лісів екорегіону поширені на прибережних низовинах, відділених від моря смугою мангрів, але дві великі ділянки торф'яно-болотних лісів знаходяться навколо озер в заплаві Махакаму та навколо озера Сентарум в заплаві річки Капуас. У внутрішніх районах Борнео торф'яно-болотні ліси переходять у рівнинні дощові ліси Борнео, прісноводні заболочені ліси Південно-Західного Борнео та у пустищні ліси Сундаленду.
Торф'яно-болотні ліси виникають переважно у погано дренованих низовинах. Вік більшості торф'яно-болотних лісів Калімантану становить менше 5000 років, однак деякі з них, особливо ті, що ростуть у внутрішніх районах острова, мають вік до 11 000 років. Опале листя, гілки, річковий осад та інше органічне сміття затримуються мангровими заростями у прибережних районах та осідають на кислих глинистих ґрунтах, поступово утворюючи шар заболоченого ґрунту та відсуваючи берегову лінію далі в море. Поганий дренаж та стояча, мілководна вода створюють безкисневі умови, які сповільнюють розкладання органічної речовини та призводять до накопичення шару торфу завтовшки до 20 м. Оскільки опале листя та інші органічні речовини накопичуються в ґрунті, але не розкладаються, ґрунти регіону бідні на поживні речовини та кислі (менше 4 pH).

## Клімат
В межах екорегіону домінує вологий екваторіальний клімат (Af за класифікацією кліматів Кеппена). Середня температура тут коливається від 27 до 32 °C, а середньорічна кількість опадів перевищує 4000 мм.

## Флора
Рослинний покрив екорегіону представлений торф'яно-болотними лісами, подібними до тих, що зустрічаються на Суматрі та на Малайському півострові. Ці ліси діляться на кілька типів, які змінюють один одного від периферії до центру кожного болота, залежно від кількості поживних речовин у ґрунті. Краї торфових боліт відносно багаті на поживні речовини, тоді як ґрунти в центральних частинах боліт менш родючі. Загалом на Борнео виділяють шість типів торф'яно-болотних лісових угруповань, кожне з яких вирізняється за структурою та видовим складом. 
Ліси, що ростуть на окраїнах боліт, подібні до навколишніх вічнозелених діптерокарпових дощових лісів, але менш різноманітні. У цих лісах переважають банканські раміни (Gonystylus bancanus), меребонгові дерева (Dactylocladus stenostachys), болотяні псевдосіндори (Pseudosindora palustris) та чотири види шорей (Shorea spp.). У лісах другого-четвертого типів домінують білуваті шореї (Shorea albida). Четвертий тип також характеризується присутністю дангкаланових дерев (Calophyllum obliquinervium), сизих кратоксилумів (Cratoxylum glaucum) та круглолистих комбретоплідників (Combretocarpus rotundatus). У п'ятому типі лісів переважають яйцелисті тристанопсиси (Tristaniopsis obovata), ложколисті палаквіуми (Palaquium cochleariifolium) та хвостолисті парастемони (Parastemon urophyllus). Шостий тип торф'яно-болотних лісів Борнео, поширений в центральних частинах заболочених низовин, нагадує відкриту савану. Найпоширенішими видами дерев, що зустрічаються в ній, є меребонгові дерева (Dactylocladus stenostachys), клинолисті гарцинії (Garcinia cuneifolia), товстолисті ліцеї (Litsea crassifolia) та хвостолисті парастемони (Parastemon urophyllus). 
Серед дерев, що найчастіше зустрічаються в середньому і нижньому ярусах торф'яно-болотних лісів Борнео, слід відзначити алангіум Хевіленда (Alangium havilandii), токбрайське дерево (Blumeodendron tokbrai), дерево мертас (Ctenolophon parvifolius), безжилкову хурму (Diospyros evena), сітчастолисту хурму (Diospyros areolata), яйцелисту кокоону (Kokoona ovatolanceolata) та ложколистий палаквіум (Palaquium cochleariifolium). Також в цих лісах зростають близько 30 видів пальм, зокрема червоні сургучні пальми (Cyrtostachys renda). У районах з меншим шаром торфу поширені пандани (Pandanus spp.). В лісах, що ростуть на півночі Калімантану, шореї (Shorea spp.) часто замінюються дакридіумами Беккарі (Dacrydium beccarii) та хвощелистими казуаринами (Casuarina equisetifolia), а в лісах, що ростуть в Сараваку на заході острова, поширені різні види глют (Gluta spp.) та дріобаланопсів (Dryobalanops spp.). Багато видів, які зустрічаються у центральній частині торф'яно-болотних лісів, де ґрунти найбільш кислі, також зустрічається у пустищних лісах. Близько 146 видів рослин є спільними для обох екорегіонів.
Загалом в екорегіоні, незважаючи на його екстремальні умови, зустрічається 927 видів квіткових рослин та папоротей. Для порівняння, у торф'яно-болотних лісах Малайського півострова зареєстровано 260 видів рослин. Ендеміків в екорегіоні зустрічається мало через його відносно нещодавній час формування. Багато дерев, поширених в у торф'яно-болотних лісах регіону, вирізняються характерними пристосуваннями, такими як повітряні корені або пневматофори, які дозволяють їм дихати у безкисневому мілководді, подібно до мангрових дерев. 

## Фауна
Торф'яно-болотні ліси екорегіону є домом для борнейських пантер (Neofelis diardi borneensis), мармурових кішок (Pardofelis marmorata), яванських котів (Prionailurus javanensis) та суматранських котів (Prionailurus planiceps). Дослідження показали, що незаймані заболочені ліси підтримують дуже велику щільність ендемічних приматів, зокрема калімантанських орангутанів (Pongo pygmaeus), борнейських білобородих гібонів (Hylobates albibarbis), саравацьких сурілі (Presbytis chrysomelas), червоних сурілі (Presbytis rubicunda) та макак-крабоїдів (Macaca fascicularis). На берегах водойм екорегіону зустрічаються суматранські видри (Lutra sumatrana), азійські видри (Aonyx cinereus), видрові цивети (Cynogale bennettii) та звичайні гімнури (Echinosorex gymnura).
Торф'яно-болотні ліси є основним середовищем проживання для рідкісних борнейських листоносів (Hipposideros doriae) та зондських носачів (Nasalis larvatus). Зондські носачі добре плавають і перепливають річки, незважаючи на присутність крокодилів. Вдень їх часто можна зустріти на берегах річок, де вони сплять на високих деревах. Зондські носачі їдять переважно молоде листя та насіння незрілих плодів, яке вони здатні перетравлювати завдяки складним мішкоподібним шлункам та спеціалізованим бактеріям. На цих мавп полюють заради безоарових каменів, які утворюються в їх шлунку та цінуються у традиційній китайській медицині.
Видове різноманіття птахів у торф'яно-болотних лісах нижче, ніж у діптерокарпових дощових лісах, однак лише у Національному парку Танджунг-Путінг, який включає великі площі заболочених лісів, було зареєстровано понад 250 видів птахів. Серед поширених в екорегіоні птахів слід відзначити чорних куріпок (Melanoperdix niger), борнейських лофурів (Lophura pyronota), коричневих вінаго (Treron fulvicollis), малазійських лелек (Ciconia stormi), білогрудих багновиків (Amaurornis phoenicurus), малих орлів-чубанів (Nisaetus nanus), малих орланів-рибалок (Icthyophaga humilis), малазійських рибалочок (Alcedo peninsulae), білогорлих калао (Rhabdotorrhinus corrugatus), борнейських піт (Hydrornis baudii), щетинкоголовів (Pityriasis gymnocephala), жовтоголових бюльбюлів (Pycnonotus zeylanicus) та жовточеревих бюльбюлів-бороданів (Alophoixus phaeocephalus), а також майже ендемічних гачкодзьобих бюльбюлів (Setornis criniger) та жовтих окулярників (Zosterops flavus).
У річках, що протікають через торф'яно-болотні ліси, живуть рідкісні азійські аравани (Scleropages formosus) та паросфромени (Parosphromenus), які високо цінуються у акваріумістиці. Герпетофауна екорегіону включає гребінчастих крокодилів (Crocodylus porosus), сіамських крокодилів (Crocodylus siamensis), гавіалових крокодилів (Tomistoma schlegelii) та смугастих варанів (Varanus salvator).

## Збереження
Більше половини торф'яно-болотних лісів екорегіону були знищені, особливо в Індонезії та Сараваці. Значна частина боліт була осушена, а на їх місці були створені плантації олійної пальми та інші сільськогосподарські угіддя. Це призвело до того, що на осушених торф'яниках почали спалахувати пожежі. У 1997-1998 роках масштабні пожежі, спричинені посухою, охопили величезні території регіону та знищили понад 7500 км² торф'яно-болотних лісів. Дим, який піднявся над Калімантаном, оповив більшу частину Індонезії та Малайзії та поширився на північ до Бангкока в Таїланді. Безліч птахів, плазунів, амфібій, приматів та інших ссавців загинули під час пожеж або незабаром після них через брак їжі. Основною загрозою для збереження природи регіону є подальша вирубка лісів та осушення боліт.
Оцінка 2017 року показала, що 9144 км², або 14 % екорегіону, є заповідними територіями. Природоохоронні території включають: Національний парк Танджунг-Путінг, Національний парк Сабангау, Національний парк Гунунг-Палунг та Національний парк озера Сентарум в Індонезії, Національний парк пагорбів Ламбір, Національний парк Лоаган-Бунут, Національний парк Бруїт, Національний парк Малудам, Національний парк Улу-Себуяу, Національний парк Седілу, Національний парк водно-болотних угідь Кучінг та Національний парк Гунунг-Лесунг в Малайзії, а також Лісовий заповідник Улу-Мендарам в Брунеї.